# Chłopiec z Salskich Stepów
Chłopiec z Salskich Stepów – powieść autorstwa Igora Newerlego w 1948.
Treści książki stanowią wspomnienia z czasów obozowych Włodzimierza Iljicza Diegtiarewa, spisane po kilku latach przez Igora Newerlego. Książka ma mieć charakter biograficzny, gdyż opisuje dzieje głównej postaci. Treść biograficzna została przedstawiona autorowi podczas pobytu na Majdanku.
W 1959 zamieszkującego w Nowoczerkasku W. Diegtiarewa (w tym czasie był tam dyrektorem doświadczalnej stacji weterynaryjnej) odwiedzili Adela Narowska z synem Janem, którzy podczas wojny uratowali mu życie.
Jedną z fikcyjnych bohaterek utworu jest Agłaja – pielęgniarka wielkiej urody, która walczyła w partyzanckim oddziale, za co została aresztowana i umieszczona w obozie w Komorowie. Poświęcając życie koleżanki i posługując się donosem, udało się Agłai zostać posługaczką. Z czasem wydostała się też z obozu i udała do Hamburga na kursy dokształcające.